# Канарска Острва
Канарска Острва или Канари (шп. Islas Canarias или Canarias) су острва у Атлантском океану, 104 km западно од рта Хуби (шп. Juby) у јужном Мароку, и заједно чине једну аутономну покрајину Шпаније. Чини их 12 острва и острваца са површине 7.273 km², са највећим растојањем међу њима од 600 km. Седам острва је насељено: Тенерифе, Фуертевентура, Гран Канарија, Ланзароте, Ла Палма, Гомера и Јеро. Највећа су Тенерифе и Велики Канари. На ових седам острва живи око 1,5 милиона становника, па је густина насељености око 200 ст/km². Ненасељена острва су: Алегранса, Грасиоса, Роке де Есте, Роке де Оесте, Монтања Клара, и Исла де Лобос. То су вулканска и планинска острва, са бројним кратерима, а посебно на острву Тенерифе. Канарски кратери спадају међу највеће на свету. На острву Тенерифе се налази и највиши врх Шпаније Пико де Теиде (шп. Pico de Teide, 3.718 m). Северне обале су изграђене од црног, сивог, црвеног и белог песка, док су беле плаже на источним острвима настале таложењем песка из Сахаре. Староседеоце Гуанче су у потпуности истребили шпански освајачи.

## Острва
Гледано од запада ка истоку, Канарска острва чине Јеро, Ла Палма, Гомера, Тенерифе, Гран Канарија, Фуертевентура, Ланзароте и Ла Грасиоса. Првих седам имају властиту администрацију док је Ла Грасиоса административно додељена острву Ланзароте. Поред тога, северно од Ланзаротеа су острвца Монтана Клара, Алегранза, Роке дел Есте и Роке дел Оесте. Североисточно од Фуертевентуре је острво Лобос.
| Острво        | Застава | Главни град                 | Површина (km²) | Насељеност (2016) |
| ------------- | ------- | --------------------------- | -------------- | ----------------- |
| Јеро          |         | Валверде                    | 268,71         | 10.587            |
| Фуертевентура |         | Пуерто де Росарио           | 1.659,74       | 107.521           |
| Гран Канарија |         | Лас Палмас де Гран Канарија | 1.560,10       | 845.195           |
| Гомера        |         | Сан Себастијан де ла Гомера | 369,76         | 20.940            |
| Ланзароте     |         | Аресифе                     | 845,94         | 145.084           |
| Ла Палма      |         | Санта Круз де ла Палма      | 708,32         | 81.486            |
| Тенерифе      |         | Санта Круз де Тенерифе      | 2.034,38       | 891.111           |

## Клима
Клима је суптропска и пустињска, ублажена морем и лети ветровима. Постоје бројне микроклиме и класификације су углавном у опсегу од полупустињске од пустињске. Према Кепеновој класификацији клима, највећи део Канарских острва има топлу пустињску климу са ознаком . Такође постоје области суптропске влажне климе која је под јаким утицајем океана у средишњим деловима острва Ла Гомера, Тенерифе и Ла Палма; где расту лаурисилвне шуме.
| Клима аеродрома Гран Канарија 24m (1981–2010)                                  | Клима аеродрома Гран Канарија 24m (1981–2010) | Клима аеродрома Гран Канарија 24m (1981–2010) | Клима аеродрома Гран Канарија 24m (1981–2010) | Клима аеродрома Гран Канарија 24m (1981–2010) | Клима аеродрома Гран Канарија 24m (1981–2010) | Клима аеродрома Гран Канарија 24m (1981–2010) | Клима аеродрома Гран Канарија 24m (1981–2010) | Клима аеродрома Гран Канарија 24m (1981–2010) | Клима аеродрома Гран Канарија 24m (1981–2010) | Клима аеродрома Гран Канарија 24m (1981–2010) | Клима аеродрома Гран Канарија 24m (1981–2010) | Клима аеродрома Гран Канарија 24m (1981–2010) | Клима аеродрома Гран Канарија 24m (1981–2010) |
| Показатељ \ Месец                                                              | .Јан.                                         | .Феб.                                         | .Мар.                                         | .Апр.                                         | .Мај.                                         | .Јун.                                         | .Јул.                                         | .Авг.                                         | .Сеп.                                         | .Окт.                                         | .Нов.                                         | .Дец.                                         | .Год.                                         |
| ------------------------------------------------------------------------------ | --------------------------------------------- | --------------------------------------------- | --------------------------------------------- | --------------------------------------------- | --------------------------------------------- | --------------------------------------------- | --------------------------------------------- | --------------------------------------------- | --------------------------------------------- | --------------------------------------------- | --------------------------------------------- | --------------------------------------------- | --------------------------------------------- |
| Максимум, °C (°F)                                                              | 20,8 (69,4)                                   | 21,2 (70,2)                                   | 22,3 (72,1)                                   | 22,6 (72,7)                                   | 23,6 (74,5)                                   | 25,3 (77,5)                                   | 26,9 (80,4)                                   | 27,5 (81,5)                                   | 27,2 (81)                                     | 26,2 (79,2)                                   | 24,2 (75,6)                                   | 22,2 (72)                                     | 24,2 (75,6)                                   |
| Просек, °C (°F)                                                                | 18,1 (64,6)                                   | 18,4 (65,1)                                   | 19,3 (66,7)                                   | 19,5 (67,1)                                   | 20,5 (68,9)                                   | 22,2 (72)                                     | 23,8 (74,8)                                   | 24,6 (76,3)                                   | 24,3 (75,7)                                   | 23,1 (73,6)                                   | 21,2 (70,2)                                   | 19,3 (66,7)                                   | 21,2 (70,2)                                   |
| Минимум, °C (°F)                                                               | 15,3 (59,5)                                   | 15,6 (60,1)                                   | 16,2 (61,2)                                   | 16,3 (61,3)                                   | 17,3 (63,1)                                   | 19,2 (66,6)                                   | 20,8 (69,4)                                   | 21,6 (70,9)                                   | 21,4 (70,5)                                   | 20,1 (68,2)                                   | 18,1 (64,6)                                   | 16,5 (61,7)                                   | 18,2 (64,8)                                   |
| Количина падавина, mm (in)                                                     | 25 (0,98)                                     | 24 (0,94)                                     | 13 (0,51)                                     | 6 (0,24)                                      | 1 (0,04)                                      | 0 (0)                                         | 0 (0)                                         | 0 (0)                                         | 9 (0,35)                                      | 16 (0,63)                                     | 22 (0,87)                                     | 31 (1,22)                                     | 151 (5,94)                                    |
| Дани са падавинама (≥ 1 mm)                                                    | 3                                             | 3                                             | 2                                             | 1                                             | 0                                             | 0                                             | 0                                             | 0                                             | 1                                             | 2                                             | 4                                             | 5                                             | 22                                            |
| Сунчани сати — месечни просек                                                  | 184                                           | 191                                           | 229                                           | 228                                           | 272                                           | 284                                           | 308                                           | 300                                           | 241                                           | 220                                           | 185                                           | 179                                           | 2.821                                         |
| Извор: World Meteorological Organization (UN), Agencia Estatal de Meteorología |                                               |                                               |                                               |                                               |                                               |                                               |                                               |                                               |                                               |                                               |                                               |                                               |                                               |

| Клима Санта Круза де Тенерифе 35m (1981–2010) | Клима Санта Круза де Тенерифе 35m (1981–2010) | Клима Санта Круза де Тенерифе 35m (1981–2010) | Клима Санта Круза де Тенерифе 35m (1981–2010) | Клима Санта Круза де Тенерифе 35m (1981–2010) | Клима Санта Круза де Тенерифе 35m (1981–2010) | Клима Санта Круза де Тенерифе 35m (1981–2010) | Клима Санта Круза де Тенерифе 35m (1981–2010) | Клима Санта Круза де Тенерифе 35m (1981–2010) | Клима Санта Круза де Тенерифе 35m (1981–2010) | Клима Санта Круза де Тенерифе 35m (1981–2010) | Клима Санта Круза де Тенерифе 35m (1981–2010) | Клима Санта Круза де Тенерифе 35m (1981–2010) | Клима Санта Круза де Тенерифе 35m (1981–2010) |
| Показатељ \ Месец                             | .Јан.                                         | .Феб.                                         | .Мар.                                         | .Апр.                                         | .Мај.                                         | .Јун.                                         | .Јул.                                         | .Авг.                                         | .Сеп.                                         | .Окт.                                         | .Нов.                                         | .Дец.                                         | .Год.                                         |
| --------------------------------------------- | --------------------------------------------- | --------------------------------------------- | --------------------------------------------- | --------------------------------------------- | --------------------------------------------- | --------------------------------------------- | --------------------------------------------- | --------------------------------------------- | --------------------------------------------- | --------------------------------------------- | --------------------------------------------- | --------------------------------------------- | --------------------------------------------- |
| Максимум, °C (°F)                             | 21,0 (69,8)                                   | 21,2 (70,2)                                   | 22,1 (71,8)                                   | 22,7 (72,9)                                   | 24,1 (75,4)                                   | 26,2 (79,2)                                   | 28,7 (83,7)                                   | 29,0 (84,2)                                   | 28,1 (82,6)                                   | 26,3 (79,3)                                   | 24,1 (75,4)                                   | 22,1 (71,8)                                   | 24,6 (76,3)                                   |
| Просек, °C (°F)                               | 18,2 (64,8)                                   | 18,3 (64,9)                                   | 19,0 (66,2)                                   | 19,7 (67,5)                                   | 21,0 (69,8)                                   | 22,9 (73,2)                                   | 25,0 (77)                                     | 25,5 (77,9)                                   | 24,9 (76,8)                                   | 23,4 (74,1)                                   | 21,3 (70,3)                                   | 19,4 (66,9)                                   | 21,5 (70,7)                                   |
| Минимум, °C (°F)                              | 15,4 (59,7)                                   | 15,3 (59,5)                                   | 15,9 (60,6)                                   | 16,5 (61,7)                                   | 17,8 (64)                                     | 19,5 (67,1)                                   | 21,2 (70,2)                                   | 21,9 (71,4)                                   | 21,7 (71,1)                                   | 20,3 (68,5)                                   | 18,4 (65,1)                                   | 16,6 (61,9)                                   | 18,4 (65,1)                                   |
| Количина кише, mm (in)                        | 31,5 (1,24)                                   | 35,4 (1,394)                                  | 37,8 (1,488)                                  | 11,6 (0,457)                                  | 3,6 (0,142)                                   | 0,9 (0,035)                                   | 0,1 (0,004)                                   | 2,0 (0,079)                                   | 6,8 (0,268)                                   | 18,7 (0,736)                                  | 34,1 (1,343)                                  | 43,2 (1,701)                                  | 225,7 (8,887)                                 |
| Дани са кишом (≥ 1.0 mm)                      | 8,0                                           | 7,2                                           | 6,9                                           | 5,5                                           | 2,9                                           | 0,9                                           | 0,2                                           | 0,8                                           | 2,7                                           | 6,1                                           | 8,8                                           | 9,4                                           | 59,4                                          |
| Сунчани сати — месечни просек                 | 178                                           | 186                                           | 221                                           | 237                                           | 282                                           | 306                                           | 337                                           | 319                                           | 253                                           | 222                                           | 178                                           | 168                                           | 2.887                                         |
| Извор: Agencia Estatal de Meteorología        |                                               |                                               |                                               |                                               |                                               |                                               |                                               |                                               |                                               |                                               |                                               |                                               |                                               |

| Клима Сан Кристобала де ла Лагуна (1981–2010) 632 m – Tenerife North Airport | Клима Сан Кристобала де ла Лагуна (1981–2010) 632 m – Tenerife North Airport | Клима Сан Кристобала де ла Лагуна (1981–2010) 632 m – Tenerife North Airport | Клима Сан Кристобала де ла Лагуна (1981–2010) 632 m – Tenerife North Airport | Клима Сан Кристобала де ла Лагуна (1981–2010) 632 m – Tenerife North Airport | Клима Сан Кристобала де ла Лагуна (1981–2010) 632 m – Tenerife North Airport | Клима Сан Кристобала де ла Лагуна (1981–2010) 632 m – Tenerife North Airport | Клима Сан Кристобала де ла Лагуна (1981–2010) 632 m – Tenerife North Airport | Клима Сан Кристобала де ла Лагуна (1981–2010) 632 m – Tenerife North Airport | Клима Сан Кристобала де ла Лагуна (1981–2010) 632 m – Tenerife North Airport | Клима Сан Кристобала де ла Лагуна (1981–2010) 632 m – Tenerife North Airport | Клима Сан Кристобала де ла Лагуна (1981–2010) 632 m – Tenerife North Airport | Клима Сан Кристобала де ла Лагуна (1981–2010) 632 m – Tenerife North Airport | Клима Сан Кристобала де ла Лагуна (1981–2010) 632 m – Tenerife North Airport |
| Показатељ \ Месец                                                            | .Јан.                                                                        | .Феб.                                                                        | .Мар.                                                                        | .Апр.                                                                        | .Мај.                                                                        | .Јун.                                                                        | .Јул.                                                                        | .Авг.                                                                        | .Сеп.                                                                        | .Окт.                                                                        | .Нов.                                                                        | .Дец.                                                                        | .Год.                                                                        |
| ---------------------------------------------------------------------------- | ---------------------------------------------------------------------------- | ---------------------------------------------------------------------------- | ---------------------------------------------------------------------------- | ---------------------------------------------------------------------------- | ---------------------------------------------------------------------------- | ---------------------------------------------------------------------------- | ---------------------------------------------------------------------------- | ---------------------------------------------------------------------------- | ---------------------------------------------------------------------------- | ---------------------------------------------------------------------------- | ---------------------------------------------------------------------------- | ---------------------------------------------------------------------------- | ---------------------------------------------------------------------------- |
| Максимум, °C (°F)                                                            | 16,0 (60,8)                                                                  | 16,7 (62,1)                                                                  | 18,2 (64,8)                                                                  | 18,5 (65,3)                                                                  | 20,1 (68,2)                                                                  | 22,2 (72)                                                                    | 24,7 (76,5)                                                                  | 25,7 (78,3)                                                                  | 24,9 (76,8)                                                                  | 22,5 (72,5)                                                                  | 19,7 (67,5)                                                                  | 17,1 (62,8)                                                                  | 20,5 (68,9)                                                                  |
| Просек, °C (°F)                                                              | 13,1 (55,6)                                                                  | 13,4 (56,1)                                                                  | 14,5 (58,1)                                                                  | 14,7 (58,5)                                                                  | 16,1 (61)                                                                    | 18,1 (64,6)                                                                  | 20,2 (68,4)                                                                  | 21,2 (70,2)                                                                  | 20,7 (69,3)                                                                  | 18,9 (66)                                                                    | 16,5 (61,7)                                                                  | 14,3 (57,7)                                                                  | 16,8 (62,2)                                                                  |
| Минимум, °C (°F)                                                             | 10,2 (50,4)                                                                  | 10,0 (50)                                                                    | 10,7 (51,3)                                                                  | 10,9 (51,6)                                                                  | 12,0 (53,6)                                                                  | 14,0 (57,2)                                                                  | 15,7 (60,3)                                                                  | 16,6 (61,9)                                                                  | 16,5 (61,7)                                                                  | 15,2 (59,4)                                                                  | 13,3 (55,9)                                                                  | 11,5 (52,7)                                                                  | 13,0 (55,4)                                                                  |
| Количина кише, mm (in)                                                       | 80 (3,15)                                                                    | 70 (2,76)                                                                    | 61 (2,4)                                                                     | 39 (1,54)                                                                    | 19 (0,75)                                                                    | 11 (0,43)                                                                    | 6 (0,24)                                                                     | 5 (0,2)                                                                      | 16 (0,63)                                                                    | 47 (1,85)                                                                    | 81 (3,19)                                                                    | 82 (3,23)                                                                    | 517 (20,37)                                                                  |
| Дани са кишом (≥ 1.0 mm)                                                     | 11                                                                           | 10                                                                           | 10                                                                           | 10                                                                           | 7                                                                            | 4                                                                            | 3                                                                            | 3                                                                            | 5                                                                            | 10                                                                           | 10                                                                           | 12                                                                           | 95                                                                           |
| Сунчани сати — месечни просек                                                | 150                                                                          | 168                                                                          | 188                                                                          | 203                                                                          | 234                                                                          | 237                                                                          | 262                                                                          | 269                                                                          | 213                                                                          | 194                                                                          | 155                                                                          | 137                                                                          | 2.410                                                                        |
| Извор: Agencia Estatal de Meteorología                                       |                                                                              |                                                                              |                                                                              |                                                                              |                                                                              |                                                                              |                                                                              |                                                                              |                                                                              |                                                                              |                                                                              |                                                                              |                                                                              |

| Клима аеродрома Тенерифе Соут 64m (1981–2010) | Клима аеродрома Тенерифе Соут 64m (1981–2010) | Клима аеродрома Тенерифе Соут 64m (1981–2010) | Клима аеродрома Тенерифе Соут 64m (1981–2010) | Клима аеродрома Тенерифе Соут 64m (1981–2010) | Клима аеродрома Тенерифе Соут 64m (1981–2010) | Клима аеродрома Тенерифе Соут 64m (1981–2010) | Клима аеродрома Тенерифе Соут 64m (1981–2010) | Клима аеродрома Тенерифе Соут 64m (1981–2010) | Клима аеродрома Тенерифе Соут 64m (1981–2010) | Клима аеродрома Тенерифе Соут 64m (1981–2010) | Клима аеродрома Тенерифе Соут 64m (1981–2010) | Клима аеродрома Тенерифе Соут 64m (1981–2010) | Клима аеродрома Тенерифе Соут 64m (1981–2010) |
| Показатељ \ Месец                             | .Јан.                                         | .Феб.                                         | .Мар.                                         | .Апр.                                         | .Мај.                                         | .Јун.                                         | .Јул.                                         | .Авг.                                         | .Сеп.                                         | .Окт.                                         | .Нов.                                         | .Дец.                                         | .Год.                                         |
| --------------------------------------------- | --------------------------------------------- | --------------------------------------------- | --------------------------------------------- | --------------------------------------------- | --------------------------------------------- | --------------------------------------------- | --------------------------------------------- | --------------------------------------------- | --------------------------------------------- | --------------------------------------------- | --------------------------------------------- | --------------------------------------------- | --------------------------------------------- |
| Максимум, °C (°F)                             | 21,7 (71,1)                                   | 22,0 (71,6)                                   | 23,1 (73,6)                                   | 23,1 (73,6)                                   | 23,9 (75)                                     | 25,4 (77,7)                                   | 27,7 (81,9)                                   | 28,4 (83,1)                                   | 27,9 (82,2)                                   | 26,8 (80,2)                                   | 24,8 (76,6)                                   | 22,8 (73)                                     | 24,8 (76,6)                                   |
| Просек, °C (°F)                               | 18,4 (65,1)                                   | 18,5 (65,3)                                   | 19,3 (66,7)                                   | 19,5 (67,1)                                   | 20,4 (68,7)                                   | 22,1 (71,8)                                   | 24,0 (75,2)                                   | 24,7 (76,5)                                   | 24,5 (76,1)                                   | 23,4 (74,1)                                   | 21,5 (70,7)                                   | 19,7 (67,5)                                   | 21,4 (70,5)                                   |
| Минимум, °C (°F)                              | 15,2 (59,4)                                   | 15,0 (59)                                     | 15,6 (60,1)                                   | 16,0 (60,8)                                   | 17,0 (62,6)                                   | 18,8 (65,8)                                   | 20,2 (68,4)                                   | 21,1 (70)                                     | 21,1 (70)                                     | 20,0 (68)                                     | 18,2 (64,8)                                   | 16,5 (61,7)                                   | 17,9 (64,2)                                   |
| Количина кише, mm (in)                        | 16,6 (0,654)                                  | 19,9 (0,783)                                  | 14,7 (0,579)                                  | 7,4 (0,291)                                   | 1,1 (0,043)                                   | 0,1 (0,004)                                   | 0,1 (0,004)                                   | 1,3 (0,051)                                   | 3,6 (0,142)                                   | 11,9 (0,469)                                  | 26,3 (1,035)                                  | 30,3 (1,193)                                  | 133,3 (5,248)                                 |
| Дани са кишом (≥ 1.0 mm)                      | 1,8                                           | 2,2                                           | 1,9                                           | 1,1                                           | 0,3                                           | 0,0                                           | 0,0                                           | 0,2                                           | 0,6                                           | 1,6                                           | 1,9                                           | 3,5                                           | 15,1                                          |
| Сунчани сати — месечни просек                 | 193                                           | 195                                           | 226                                           | 219                                           | 246                                           | 259                                           | 295                                           | 277                                           | 213                                           | 214                                           | 193                                           | 195                                           | 2.725                                         |
| Извор: Agencia Estatal de Meteorología        |                                               |                                               |                                               |                                               |                                               |                                               |                                               |                                               |                                               |                                               |                                               |                                               |                                               |

| Клима аеродрома Ла Палма 33m (1981–2010) | Клима аеродрома Ла Палма 33m (1981–2010) | Клима аеродрома Ла Палма 33m (1981–2010) | Клима аеродрома Ла Палма 33m (1981–2010) | Клима аеродрома Ла Палма 33m (1981–2010) | Клима аеродрома Ла Палма 33m (1981–2010) | Клима аеродрома Ла Палма 33m (1981–2010) | Клима аеродрома Ла Палма 33m (1981–2010) | Клима аеродрома Ла Палма 33m (1981–2010) | Клима аеродрома Ла Палма 33m (1981–2010) | Клима аеродрома Ла Палма 33m (1981–2010) | Клима аеродрома Ла Палма 33m (1981–2010) | Клима аеродрома Ла Палма 33m (1981–2010) | Клима аеродрома Ла Палма 33m (1981–2010) |
| Показатељ \ Месец                        | .Јан.                                    | .Феб.                                    | .Мар.                                    | .Апр.                                    | .Мај.                                    | .Јун.                                    | .Јул.                                    | .Авг.                                    | .Сеп.                                    | .Окт.                                    | .Нов.                                    | .Дец.                                    | .Год.                                    |
| ---------------------------------------- | ---------------------------------------- | ---------------------------------------- | ---------------------------------------- | ---------------------------------------- | ---------------------------------------- | ---------------------------------------- | ---------------------------------------- | ---------------------------------------- | ---------------------------------------- | ---------------------------------------- | ---------------------------------------- | ---------------------------------------- | ---------------------------------------- |
| Максимум, °C (°F)                        | 20,6 (69,1)                              | 20,7 (69,3)                              | 21,2 (70,2)                              | 21,6 (70,9)                              | 22,6 (72,7)                              | 24,1 (75,4)                              | 25,5 (77,9)                              | 26,3 (79,3)                              | 26,6 (79,9)                              | 25,5 (77,9)                              | 23,5 (74,3)                              | 21,8 (71,2)                              | 23,33 (74,01)                            |
| Просек, °C (°F)                          | 18,1 (64,6)                              | 18,0 (64,4)                              | 18,5 (65,3)                              | 18,9 (66)                                | 20,0 (68)                                | 21,7 (71,1)                              | 23,1 (73,6)                              | 23,9 (75)                                | 24,0 (75,2)                              | 22,8 (73)                                | 20,9 (69,6)                              | 19,3 (66,7)                              | 20,77 (69,38)                            |
| Минимум, °C (°F)                         | 15,5 (59,9)                              | 15,3 (59,5)                              | 15,7 (60,3)                              | 16,2 (61,2)                              | 17,4 (63,3)                              | 19,2 (66,6)                              | 20,7 (69,3)                              | 21,4 (70,5)                              | 21,3 (70,3)                              | 20,2 (68,4)                              | 18,3 (64,9)                              | 16,7 (62,1)                              | 18,16 (64,69)                            |
| Количина кише, mm (in)                   | 49 (1,93)                                | 57 (2,24)                                | 33 (1,3)                                 | 19 (0,75)                                | 7 (0,28)                                 | 2 (0,08)                                 | 1 (0,04)                                 | 1 (0,04)                                 | 12 (0,47)                                | 41 (1,61)                                | 70 (2,76)                                | 80 (3,15)                                | 372 (14,65)                              |
| Дани са кишом                            | 5                                        | 4                                        | 4                                        | 3                                        | 1                                        | 0                                        | 0                                        | 0                                        | 2                                        | 5                                        | 7                                        | 8                                        | 40                                       |
| Сунчани сати — месечни просек            | 141                                      | 146                                      | 177                                      | 174                                      | 192                                      | 188                                      | 222                                      | 209                                      | 187                                      | 175                                      | 140                                      | 138                                      | 2.106                                    |
| Извор: Agencia Estatal de Meteorología   |                                          |                                          |                                          |                                          |                                          |                                          |                                          |                                          |                                          |                                          |                                          |                                          |                                          |

## Становништво
| 1981.     | 2011.     |
| --------- | --------- |
| 1.367.646 | 2.082.655 |